# Мэр Могадишо
Мэр Могадишо — высшее должностное лицо и глава исполнительной власти Могадишо.
Мэрия города управляет всеми городскими службами, общественным имуществом, полицией и пожарной охраной, большинством государственных учреждений и обеспечивает соблюдение законов в городе. Действующий мэр — Юсуф Хусейн Джимале, назначенный 7 сентября 2022 года.
Мэрия находится в здании Mogadishu City Hall, которое было отремонтировано после многих лет заброшенности и упадка во время Гражданской войны в Сомали.
Мэр Могадишо также носит титул губернатора административного района Банадира.

## Список мэров Могадишо

### Колониальные мэры
Первым мэром Могадишо был Ромео Кампани, итальянский эмигрант, назначенный генералом Родольфо Грациани, губернатором итальянского Сомалиленда.

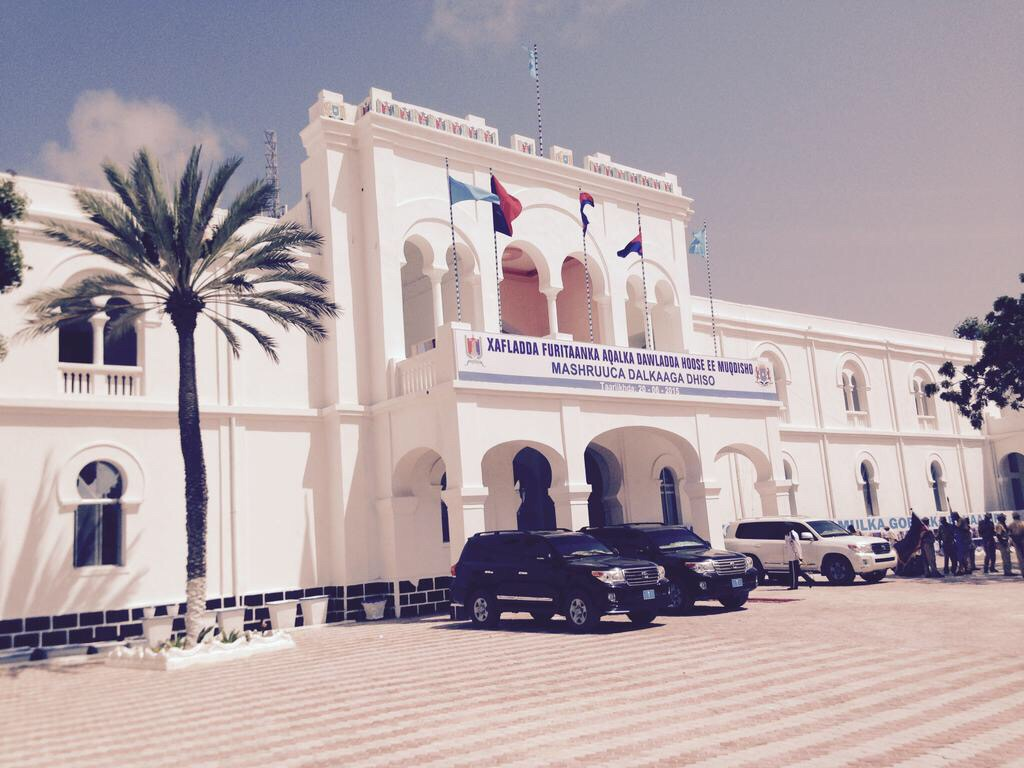
Здание мэрии Mogadishu City Hall

Колониальные мэры Могадишо назначались губернатором Итальянского Сомали. С 1941 по 1949 год, в результате Второй мировой войны, англичане оккупировали территорию и назначали мэров, которые этнически были итальянцами. Начиная с 1953 года на эту должность назначались коренные сомалийцы.
| №  | Портрет | Имя                           | Начало полномочий | Окончание полномочий | Губернатор |
| -- | ------- | ----------------------------- | ----------------- | -------------------- | --- |
| 1  |         | Ромео Кампани                 | 1 декабря 1936    | 15 декабря 1937      | Родольфо Грациани Анджело де Рубен Руджеро Сантини                                                            |
| 2  |         | Раг Скарпа                    | 15 декабря 1937   | 1 марта 1937         | Франческо Саверио Карозелли                                                                                   |
| 3  |         | Сикар                         | 1 марта 1937      | 3 июня 1937          | Франческо Саверио Карозелли                                                                                   |
| 4  |         | Луиджи Барбино                | 3 июня 1937       | 1937                 | Франческо Саверио Карозелли                                                                                   |
| 5  |         | Марселио Бодино               | 1937              | декабрь 1938         | Франческо Саверио Карозелли                                                                                   |
| 6  |         | Санаторе Гулиано              | декабрь 1938      | февраль 1941         | Густаво Пезенти Карло Де Симоне                                                                               |
| 7  |         | Пьетро Бартелли               | февраль 1941      | апрель 1950          | Реджинальд Смит Уильям Эрик Халстед Скуфан Денис Генри Уидчем Эрик Армар Вюлли де Кандоль Джеффри Мэсси Гэмбл |
| 8  |         | Оливери Оливерио              | апрель 1950       | июнь 1950            | Джованни Форнари                                                                                              |
| 9  |         | Энрико Аливьеро               | июнь 1950         | ноябрь 1953          | Джованни Форнари                                                                                              |
| 10 |         | Карло Векко                   | ноябрь 1953       | 1953                 | Джованни Форнари                                                                                              |
| 11 |         | Мохамед Шейх Джамал Абдуллахи | 1956              | 1960                 | Энрико Анзилотти Марио Ди Стефано                                                                             |

### Мэры после обретения независимости
С момента обретения независимости Сомали 1 июля 1960 года мэры Могадишо назначаются президентом Сомали.
К концу сомалийского восстания президента Сиада Барре многие иногда насмешливо называли «мэром Могадишо», основываясь на том факте, что Барре контролировал лишь небольшую территорию за пределами столицы. К 1989 году, когда Объединённый сомалийский конгресс захватил множество окрестных городов и деревень, в Сомали это стало обычным явлением. 29 сентября 1990 года британская газета The Economist использовала эту фразу в отношении Барре.
В начале 1990-х годов, после свержения режима Сиада и во время сомалийского голода, Дэн Элдон, британский фотожурналист, освещавший голоды и конфликты, стал настолько популярным среди могадишцев, что его прозвали «мэром Могадишо».
| №  | Портрет | Имя                      | Начало полномочий | Окончание полномочий | Партия                                            | Президент                                    |
| -- | ------- | ------------------------ | ----------------- | -------------------- | ------------------------------------------------- | -------------------------------------------- |
| 13 |         | Ахмед Муде               | 1960              | август 1962          | Сомалийская молодёжная лига                       | Аден Даар                                    |
| 14 |         | Кейнадид Юсуф            | август 1962       | сентябрь 1963        | Сомалийская молодёжная лига                       | Аден Даар                                    |
| 15 |         | Шариф Иманкий            | сентябрь 1963     | 1965                 | Сомалийская молодёжная лига                       | Аден Даар                                    |
| 16 |         | Омар Истарлин            | 1965              | февраль 1966         | Сомалийская молодёжная лига                       | Аден Даар                                    |
| 17 |         | Шариф Кайдарус           | февраль 1966      | 1970                 | Сомалийская молодёжная лига                       | Абдирашид Али Шермарк Моктар Мухаммед Хусейн |
| 18 |         | Ахмед Каде               | 20 ноября 1970    | 8 декабря 1970       | Сомалийская революционная социалистическая партия | Сиад Барре                                   |
| 19 |         | Осман Джилли             | 8 декабря 1970    | 1973                 | Сомалийская революционная социалистическая партия | Сиад Барре                                   |
| 20 |         | Хасан Абшир Фарах        | 28 марта 1973     | февраль 1976         | Сомалийская революционная социалистическая партия | Сиад Барре                                   |
| 21 |         | Юсуф Абурас              | февраль 1976      | май 1981             | Сомалийская революционная социалистическая партия | Сиад Барре                                   |
| 22 |         | Абдуллахи Салад          | май 1981          | 1982                 | Сомалийская революционная социалистическая партия | Сиад Барре                                   |
| 23 |         | Хасан Абшир Фарах        | 1982              | 1987                 | Сомалийская революционная социалистическая партия | Сиад Барре                                   |
| 24 |         | Али Угас                 | 1987              | 16 января 1990       | Сомалийская революционная социалистическая партия | Сиад Барре                                   |
| 25 |         | Саид Афрах               | 16 января 1990    | 18 октября 1990      | Сомалийская революционная социалистическая партия | Сиад Барре                                   |
| 26 |         | Ахмед Джилакоу           | 18 октября 1990   | 26 января 1991       | Сомалийская революционная социалистическая партия | Сиад Барре                                   |
| 27 |         | Омар Хаши Аден           | 1992              | 1994                 | Объединённый сомалийский конгресс                 | Али Махди Мухаммед                           |
| 28 |         | Хусейн Али Ахмед         | 1994              | 1994                 | Объединённый сомалийский конгресс                 | Али Махди Мухаммед                           |
| 29 |         | Абдуллахи Мусе Хусейн    | 2000              | 2004                 | Объединённый сомалийский конгресс                 | Али Махди Мухаммед Абдулкасим Салад Хасан    |
| 30 |         | Ибрагим Шавейе           | июнь 2005         | июнь 2005            | беспартийный                                      | Абдуллахи Юсуф Ахмед                         |
| 31 |         | Адде Габоу               | 15 января 2007    | май 2007             | беспартийный                                      | Абдуллахи Юсуф Ахмед                         |
| 32 |         | Мохамед Омар Хабеб       | май 2007          | 30 июля 2008         | беспартийный                                      | Абдуллахи Юсуф Ахмед                         |
| -  |         | Мохамед Дхакахтур (и.о.) | 2008              | 2010                 | беспартийный                                      | Аден Мадобе Шариф Шейх Ахмед                 |
| 33 |         | Мохамед Нур              | 2010              | 27 февраля 2014      | Партия социальной справедливости                  | Шариф Шейх Ахмед Хасан Шейх Махмуд           |
| 34 |         | Хасан Мохамед Хусейн     | 27 февраля 2014   | ноябрь 2015          | беспартийный                                      | Хасан Шейх Махмуд                            |
| 35 |         | Юсуф Хусейн Джимале      | ноябрь 2015       | 5 апреля 2017        | Партия мира и развития                            | Хасан Шейх Махмуд                            |
| 36 |         | Табит Абди Мохамед       | 15 апреля 2017    | 19 января 2018       | беспартийный                                      | Мохамед Абдуллахи Мохамед                    |
| 37 |         | Абдирахман Омар Осман    | 20 января 2018    | 1 августа 2019       | беспартийный                                      | Мохамед Абдуллахи Мохамед                    |
| 38 |         | Омар Махмуд Финниш       | 22 августа 2019   | 14 сентября 2022     | беспартийный                                      | Мохамед Абдуллахи Мохамед                    |
| 39 |         | Юсуф Хусейн Джимале      | 14 сентября 2022  | действующий          | Партия мира и развития                            | Хасан Шейх Махмуд                            |

## Вице-мэр Могадишо

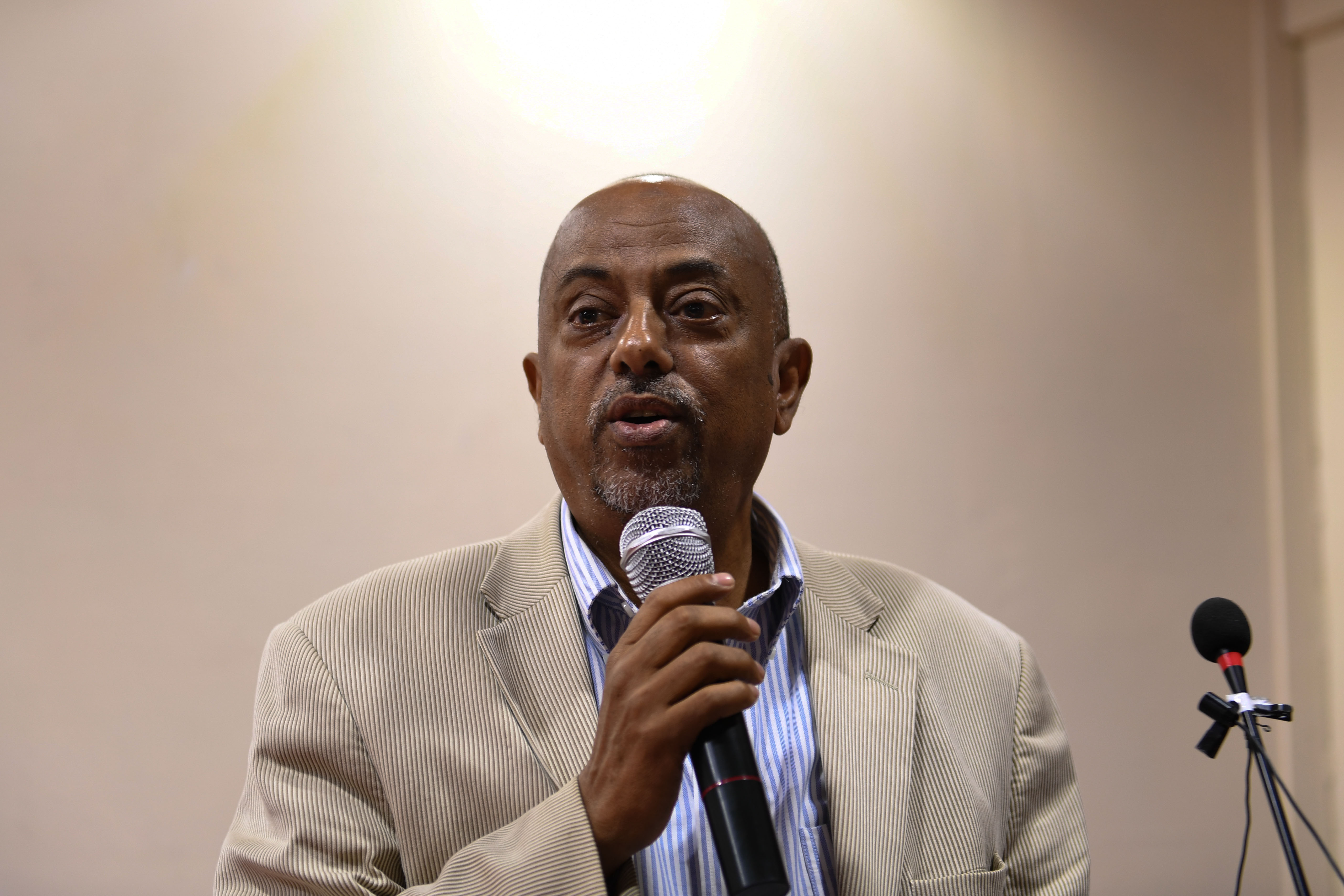
Вице-мэр Могадишо Иман Нур Икар

Мэру Могадишо помогает вице-мэр или заместитель мэра. Нынешний вице-мэр Могадишо — Иман Нур Икар.
Бывшим знаменитым вице-мэром был Хасан Хаджи Махмуд, занимавший эту должность с 1982 по 1991 год.